# Terremoto de Guatemala de 1751

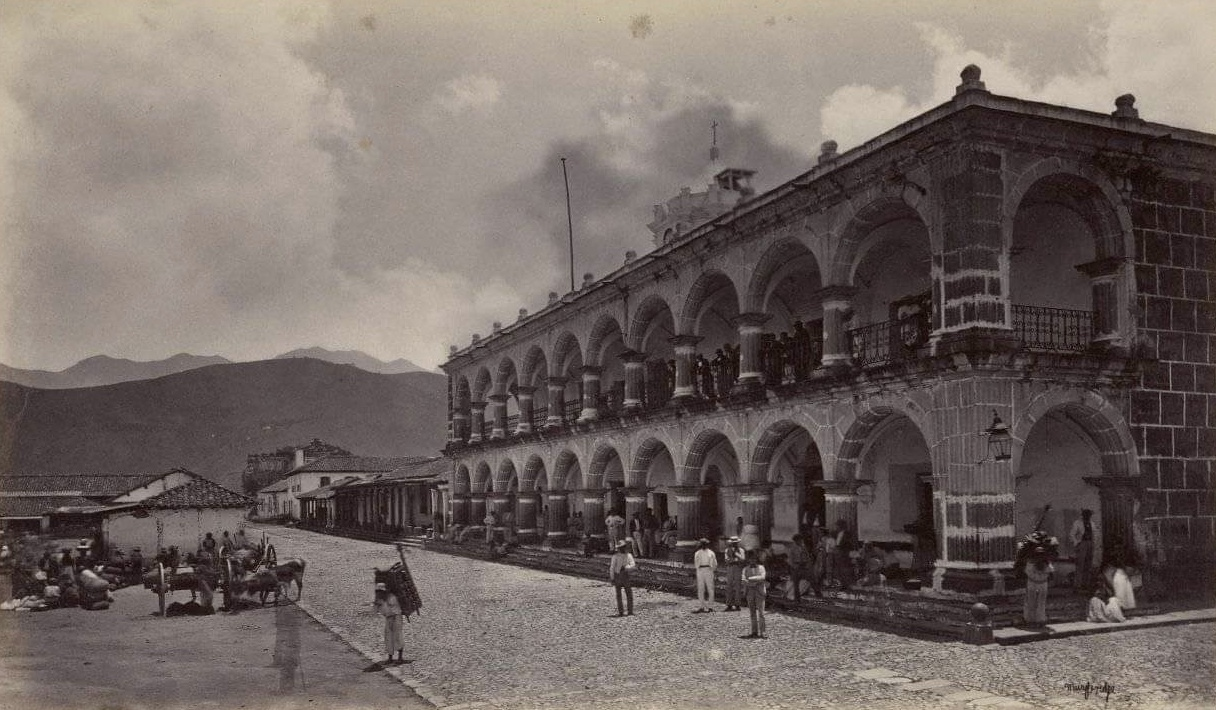
Ayuntamiento de Antigua Guatemala, construido tras el terremoto de San Casimiro.

El 4 de marzo de 1751 el Terremoto de Guatemala de 1751, conocido también como terremoto de San Casimiro dañó la ciudad de Santiago de los Caballeros de Guatemala, la cual se acaba de recuperar del todo de los destrozos provocados por el terremoto de San Miguel en 1717.

## Historia
El Palacio Real sufrió cuantiosos daños y hubo de ser reconstruido totalmente.  El encargado de la reconstrucción fue el arquitecto mayor Luis Diez de Navarro, a quien las autoridades de la corona española le solicitaron que el edificio se asemejara al edificio de la sede del poder criollo de Guatemala, el Ayuntamiento, y que tuviera un portal de columnas de piedra con cúpulas en cada sector de intercolumnio, además de ser abovedado el techo del conjunto.
El terremoto de San Casimiro también dañó completamente el cimborrio de la iglesia de la Compañía de Jesús, obligando nuevamente a los jesuitas a solicitar la ayuda de los fieles de la comunidad para rehacer el edificio, que nuevamente quedó catalogado como uno de los más hermosos de toda Guatemala.
Un período de prosperidad comienza después del terremoto y la ciudad se beneficia de diferentes obras públicas entre las que se encuentran el empedrado de calles y la fabricación de acueductos para traer agua potable. El perímetro de la Plaza Mayor se arregla, incluyéndose el Palacio del Ayuntamiento, cuya construcción se concluyó entre 1765 y 1768, y de la Audiencia. El 17 de julio de 1753 concluyen las obras de renovación del empedrado del patio del templo de la Compañía de Jesús. El arquitecto Juan de Dios Estrada estuvo a cargo de la construcción de la Iglesia de La Merced desde 1749 y el templo de estilo ultrabarroco guatemalteco fue inaugurado en 1767 y cuenta con dos torres-campanarios.

## Descripción del terremoto por Rafael Landívar

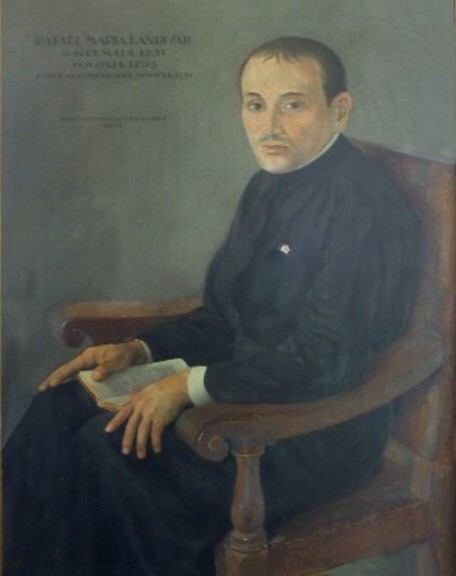
Poeta jesuita Rafael Landívar. Describió los destrozos provocados por el terremoto de 1751 en un poema publicado en 1765 con la Rusticatio Mexicana.

El poeta jesuita guatemalteco describió los estragos causados por el terremoto de 1751 en el siguiente poema, que escribió en 1765 y que sería publicado junto con su Rusticatio Mexicana tras la expulsión de los jesuitas de las posesiones españolas en 1767:
| ¡Salud, salud, o dulce Guatemala, Origen y delicia de mi vida! Deja, hermosa, que traiga a la memoria Las dotes las ofrendas que convidas: Tus fuentes, agradables, tus mercados, Tus templos, tus hogares y tu clima. Ya me parece que tus altos montes A lo lejos mi vista determina, Y las praderas y campiñas verdes Que terna primavera fertilizan. Cada rato que cercan las ideas De los torrentes de aguas cristalinas, Y sus playas techadas de sombríos, Por donde las corrientes se deslizan: Los retretes de adornos decorados; Y los verjeles de las rosas chiprias. ¿Qué fuera, si yo el lujo recordase De dorados damascos y cortinas, Ya de sedas vistosas, ya de lanas Con la tyria escarlata bien teñidas? Para mí siempre fueron estas cosas Un nutrimento, un gusto bien sentido, Y dulce alivio que socorre al alma En los pesares y aflicciones mías. Me engaño ¡ah! trastornaron mi cabeza Las ilusiones que el delirio pinta! Lo que era poco ha del gran Reino Ciudad capital, soberbia, altiva, Ora no es más que escombros y montones. | Sin casas, plazas, templos, ni guaridas. No quedó ya refugio al vecindario, Ni trepando del monte la alta cima; Pues los fragmentos eran precipicios Que Júpiter fraguó para la ruina. Pero ¡qué digo! Salen ya del polvo Desde el umbral repuestos, reconstruidos, Hasta la cumbre los suntuosos templos Con elegante y sólida maestría. Ya las fuentes se asocian con los ríos: Ya las plazas exhaustas y vacías Se encuentran ocupadas por la turba Restituida a la calma primitiva. Recobra la ciudad rápidamente De sus mismos destrozos nueva vida, Acaso más feliz ¡quiéralo el Cielo! Cual otro fénix de inmortal ceniza. Gózate ya ¡resucitada Madre! ¡Capital de aquel Reino la más rica! Libre vive desde ahora para siempre De temblores, de sus y de ruinas; Y yo haré resonar hasta los astros El eco tierno de canciones vivas, Que pregonen el triunfo esclarecido Que has alcanzado de la muerte impía. Acepta, en tanto, aqueste ronco plectro, Treste consuelo de amorosa rima; Y que por premio conseguir yo pueda Poseer en ti mi suspirada dicha. |